# Flur (Heinersreuth)
Flur ist ein Gemeindeteil von Heinersreuth im oberfränkischen Landkreis Bayreuth in Bayern. Flur liegt in der Gemarkung Heinersreuth.

## Geografie
Die Einöde liegt unmittelbar südlich von Heinersreuth. Ein Anliegerweg führt 0,3 km nördlich zur Bayreuther Straße (=Bundesstraße 85).

## Geschichte
Flur wurde in der ersten Hälfte des 19. Jahrhunderts auf dem Gemeindegebiet von Heinersreuth gegründet.

### Einwohnerentwicklung
| Jahr      | 001861 | 001871 | 001885 | 001900 | 001925 | 001950 | 001961 | 001970 | 001987 |
| Einwohner | 10     | 17     | 9      | 6      | 16     | 6      | 6      | 6      | 5      |
| Häuser    |        |        | 1      | 1      | 2      | 1      | 1      |        | 1      |
| Quelle    | [ 9 ]  | [ 10 ] | [ 11 ] | [ 12 ] | [ 13 ] | [ 14 ] | [ 15 ] | [ 16 ] | [ 1 ]  |

## Religion
Flur ist evangelisch-lutherisch geprägt und war ursprünglich nach Heilig Dreifaltigkeit (Bayreuth) gepfarrt. Seit Mitte des 20. Jahrhunderts ist die Pfarrei Versöhnungskirche (Heinersreuth) zuständig.